# 鲁州 (唐朝)
鲁州，中国隋唐时设置的州，初置于隋仁寿年间，为避杨广讳改广州而来，在唐贞观年间废置。
隋仁寿末年，为避杨广讳改广州为鲁州，辖地相当于今天河南平顶山市区、鲁山县地。
唐高祖武德二年（619年）分伊州置鲁州，治所在鲁山县（今河南省鲁山县）。下辖鲁山县、犨城县（今河南鲁山县张官营前城）。武德四年（621年）废鲁州。之后再设鲁州，治所在鲁山县。下辖鲁山县、滍阳县（原犨城县）。辖境约当今河南省鲁山县及宝丰县东南部。唐太宗贞观元年（627年），废鲁州、滍阳县，鲁山县地入伊州。贞观八年（634年）改北澧州置鲁州，治所在方城县（今河南省方城县）。下辖方城县、向城县（在今河南省南召县东南皇路店镇皇路店附近）、叶县（今河南叶县西南）。贞观八年（634年）废鲁州，方城县改属唐州，向城县改属邓州，叶县改属许州。